# Rink Babka
Richard "Rink" Babka, född 23 september 1936 i Cheyenne, Wyoming, död 15 januari 2022, var en amerikansk friidrottare inom diskuskastning.
Babka blev olympisk silvermedaljör på diskus vid sommarspelen 1960 i Rom.